# マグネ・フルホルメン
マグネ・フルホルメン（Magne Furuholmen、1962年11月1日 - ）は、ノルウェーのオスロ出身のミュージシャン、ヴィジュアル・アーティスト。バンドa-haのキーボーディスト/ギタリスト。愛称のマグス（Mags）や、ソロ名義のマグネ・f（Magne f）でも知られる。

## 音楽活動
1984年のデビュー以来のa-haのメンバーとして、主にキーボードおよびギターを担当。デビュー当初は、ポール・ワークター＝サヴォイと共作することが多かったが、2002年以降はアルバム収録の過半数を単独もしくはモートン・ハルケットとの共作で手がけている。
1994年以降、a-haの活動と並行して、同じノルウェーのシェティル・ビェルケストラン（Kjetil Bjerkestrand）と組んだユニット「ティンバーサウンド (Timbersound)」として、ノルウェーの映画やドラマのサウンドトラックを手がけている。
2004年以降は、マグネ・f名義でソロ・アルバムをリリースしている。
2008年にコールドプレイのガイ・ベリーマン、ミューのヨーナス、音楽プロデューサーのマーティン・テレフェとのサイド・プロジェクト「アッパラッチク (Apparatjik)」に参加、2枚のアルバムを発表している。
2016年9月、ビートルズに憧れる青年たちを描いたノルウェーの青春映画『イエスタデイ (原題:Beatles)』のサウンドトラックを担当、アッパラッチク名義での「カム・トゥゲザー」のカバーも収録されている。

## 芸術活動
音楽活動と並行して、油彩画、版画、彫刻、ステンドグラス、陶器など様々な媒体を用いた作品制作を行っている。1989年に初の個展を開いたのを皮切りに、ノルウェー国内のみならず、ロンドン、エディンバラ、パリ、北京などで個展を開いた。ノルウェー国内でのヴィジュアル・アーティストとしての評価は高く、ノルウェー郵政省発行の切手のデザインや、ベルゲン再開発地区の大火記念モニュメントなども手がけている。

## ディスコグラフィ

### ソロ・アルバム
- Dragonfly (2001年) ※EP

#### Magne F名義
- Past Perfect Future Tense (2004年)
- A Dot of Black in the Blue of Your Bliss (2008年)
- Word Symphony (2010年) ※限定盤
- White Xmas Lies (2019年)

### Bridges
- Fakkeltog (1980年)
- Våkenatt (2018年)

### Timbersound
- Hope To Die / Ti Kniver I Hjertet (1994年) ※サウンドトラック
- Hotel Oslo (1996年)
- Hermetic (1998年)

### Apparatjik
- We Are Here (2010年)
- The Bolshevik Box (2010年) ※『We Are Here』のスペシャル・エディション
- Square Peg in a Round Hole (2012年)

### 参加アルバム
- キャット・スティーヴンス : 『ゴールド』 - Gold (2005年) ※元はユスフ・イスラム名義のチャリティ・シングル「Indian Ocean」に参加
- 『"TRAVEL WITH MUSIC"〜映画「夜の上海」サウンドトラック〜』 - The longest night in Shanghai (2007年) ※映画『夜の上海』サウンドトラック
- Thor Heyerdahl – På jakt etter paradiset (2008年) ※サウンドトラック
- Apparatjik Presents Lowell : If You Can, Solve This Jumble (2012年)
- Martin Halla : Winter Days (2013年)
- Marius Beck : Majors & Minors (2013年)
- 『イエスタデイ オリジナル・サウンドトラック』 - Yesterday (Original Motion Picture Soundtrack) (2014年) ※サウンドトラック
- Tini : Undo My Heart (2014年)